# جيري أندرسون (لاعب غولف)
جيري أندرسون هو لاعب غولف كندي، ولد في 22 سبتمبر 1955 في مونتريال في كندا، وتوفي في 9 مارس 2018.

## وصلات خارجية
- جيري أندرسون على موقع رابطة لاعبي الغولف المحترفين (الإنجليزية)
- جيري أندرسون على موقع رابطة أوروبا للاعبي الغولف المحترفين (الإنجليزية)
- جيري أندرسون على موقع التصنيف العالمي الرسمي للغولف (الإنجليزية)